# Dourduff (Douffine)
Pour les articles homonymes, voir Dourduff.
Le Dourduff (Douffine), dénommé aussi la Rivière du Buis, est un cours d'eau finistérien affluent de la Douffine. Chez certains auteurs du XIXe siècle, c'est la Douffine elle-même qui, à tort, est dénommée Dourduff.

## Étymologie
Le nom est breton comme la quasi-totalité de la toponymie dans la moitié ouest de la Bretagne. Il vient des mots dour, eau, et duff, breton ancien (du en breton moderne) noir. Le mot est généralement écrit « Dourdu » en langue bretonne.

## Description
Le Dourduff (Douffine) prend sa source à l'ouest du bourg de Loqueffret, au niveau des hauteurs de Kerbalaün et du Cosquer, puis sert un moment de limite communale entre Brasparts et Lannédern est un affluent de rive gauche de la Douffine, avec laquelle il conflue en amont de l'ancien moulin du Grand-Pont situé en Pleyben, mais au niveau de la limite communale avec Brasparts. 